# Caimanera
Caimanera là một đô thị và thành phố ở tỉnh Guantánamo bên duyên hải phía đông Cuba. Đô thị này nằm ở phía bắc của căn cứ hải quân Mỹ và nằm ở phía nam tỉnh lỵ Guantánamo. 

## Dân số
Năm 2004, đô thị Caimanera có dân số 10.562 người. Diện tích là 366 km² (141,3 mi²), với mật độ dân số 28,9người/km² (74,9người/sq mi).